# John H. Winge
Hans Winge, im US-Exil John H. Winge, geboren als Hans Ornstein (* 26. Dezember 1903 in Wien, Österreich-Ungarn; † 13. April 1968 ebenda), war ein austroamerikanischer Theaterregisseur, Filmpublizist und Filmkritiker.

## Leben
Hans Ornstein besuchte zu Beginn der 1920er Jahre an der Universität Wien Vorlesungen über Literatur- und Theatergeschichte. 1922 ging er nach München, um als Regie-Volontär an der Schaubühne und den Kammerspielen praktische Erfahrungen zu sammeln. Noch zum Ende desselben Jahres konnte Ornstein in Bayreuth erstmals Theaterregie führen, anschließend folgte er einem Ruf als Theaterregisseur ins niederschlesische Breslau. 1925 übersiedelte Ornstein nach Berlin. Dort inszenierte er als Hans Winge bis zur Machtergreifung durch die Nationalsozialisten u. a. am Theater am Kurfürstendamm und am Kleinen Schauspielhaus. Aufgrund seines jüdischen Glaubens musste Winge 1933 Hitler-Deutschland wieder verlassen und kehrte daraufhin nach Wien zurück.
Dort fand er in den Jahren 1934 bis 1938 Beschäftigung als Filmkritiker der Neuen Freien Presse. Infolge des Anschlusses Österreichs musste Hans Winge erneut fliehen. Er ging 1938 zunächst nach London und noch im Dezember desselben Jahres schließlich in die Vereinigten Staaten. In Hollywood wurde Hans Winge, der sich nunmehr John (H.) Winge nannte, von der Filmproduktionsfirma MGM als Filmeditor angestellt. Später holten ihn die Universal Studios zu sich. Nebenbei hielt Winge auch filmspezifische Vorträge an Hochschulen (etwa zum Jahresbeginn 1941 an der University of North Carolina). Am 10. November 1944 wurde er in Kalifornien eingebürgert.
1949 entschloss sich John/Hans Winge zur Rückkehr nach Europa. In Ost-Berlin schloss er sich noch im selben Jahr der Entourage von Bertolt Brecht, dessen Mitarbeiter er wurde, an. Winge nahm auch seine journalistische Tätigkeit wieder auf, verfasste mehrere filmtheoretische Schriften (Essays in Sight & Sound) und wirkte als Korrespondent für Wiener und europäische Zeitungen. Von 1951 bis 1955 arbeitete Winge im Besetzungsbüro der neugegründeten und unter sowjetischer Kontrolle stehenden „Wien-Film am Rosenhügel“. 1959 war er an der Gründung des Wiener Filmklubs beteiligt. Von 1961 bis zu seinem Tode unterrichtete Winge Filmgeschichte, Filmanalyse und Filmkritik an der Wiener Musikakademie, seit 1966 mit dem Titel eines Hochschulprofessors.

## Einzelnachweis
1. ↑  Winge auf ancestry.com

| Personendaten    | Personendaten                                                         |
| ---------------- | --------------------------------------------------------------------- |
| NAME             | Winge, John H.                                                        |
| ALTERNATIVNAMEN  | Winge, Hans; Ornstein, Hans (Geburtsname)                             |
| KURZBESCHREIBUNG | austroamerikanischer Theaterregisseur, Filmpublizist und Filmkritiker |
| GEBURTSDATUM     | 26. Dezember 1903                                                     |
| GEBURTSORT       | Wien, Österreich-Ungarn                                               |
| STERBEDATUM      | 13. April 1968                                                        |
| STERBEORT        | Wien, Österreich-Ungarn                                               |